# Сарнофф, Элизабет
Элизабет «Лиз» Сарнофф (англ. Elizabeth «Liz» Sarnoff) — американская телевизионная сценаристка и продюсер. Наиболее известна по работе над телесериалами «Расследование Джордан», «Дедвуд», «Остаться в живых», «Алькатрас» и «Барри» .

## Личная жизнь
Сарнофф — открытая лесбиянка.

## Интересный факт
В честь неё был назван персонаж эпизода "Исцеление" сериала «Грань». Подобно «Остаться в живых», создателем «Грани» является Дж. Дж. Абрамс, а продюсером стала компания Bad Robot Productions.

## Фильмография
- Дедвуд
  - эпизод «Here Was a Man» (сезон 1, эпизод 4)
  - эпизод «Suffer the Little Children» (сезон 1, эпизод 8)
  - эпизод «New Money» (сезон 2, эпизод 3)
  - эпизод «Amalgamation and Capital» (сезон 2, эпизод 8)
- Остаться в живых
  - эпизод «Abandoned» (сезон 2, эпизод 6)
  - эпизод «The Hunting Party» (сезон 2, эпизод 11) с Кристиной М. Ким
  - эпизод «The Whole Truth» (сезон 2, эпизод 16) с Кристиной М. Ким
  - эпизод «Two For the Road» (сезон 2, эпизод 20) с Кристиной М. Ким
  - эпизод «Further Instructions» (сезон 3, эпизод 3) с Карлтоном Кьюзом
  - эпизод «Stranger in Strange Land» (сезон 3, эпизод 9) с Кристиной М. Ким
  - эпизод «Left Behind» (сезон 3, эпизод 15) с Деймоном Линделофом
  - эпизод «The Man Behind the Curtain» (сезон 3, эпизод 20) с Дрю Годдардом
  - эпизод «Eggtown» (сезон 4, эпизод 4) с Греггори Нэйшнсом
  - эпизод «Meet Kevin Johnson» (сезон 4, эпизод 8) с Брайаном К. Воном
  - эпизод «Cabin Fever» (сезон 4, эпизод 11) с Кайлом Пеннингтоном
  - эпизод «Jughead» (сезон 5, эпизод 3) с Полом Збышевски
  - эпизод «LaFleur» (сезон 5, эпизод 8) с Кайлом Пеннингтоном
  - эпизод «Dead is Dead» (сезон 5, эпизод 12) с Брайаном К. Воном
  - эпизод «Follow the Leader» (сезон 5, эпизод 15) с Полом Збышевски
  - эпизод «The Substitute» (сезон 6, эпизод 4) c Мелиндой Хсю Тейлор
  - эпизод «Recon» (сезон 6, эпизод 8) с Джимом Галассо
  - эпизод «The Candidate» (сезон 6, эпизод 14) с Джимом Галассо
  - эпизод «What They Died For» (сезон 6, эпизод 16) с Адамом Хоровицем и Эдвардом Китсисом
- Алькатрас
  - эпизод «Pilot» (сезон 1, эпизод 1) со Стивеном Лилиеном и Брайаном Уинбрандтом

## Награды и номинации
- Четыре номинации на премию «Эмми».